# Moshe Kol
Moshe Kolodny (משה קול), né le 28 mai 1911 à Pinsk dans l'Empire russe et mort le 7 juillet 1989, est un homme politique israélien.

## Biographie
Il est né à Pinsk, dans l'Empire russe, aujourd'hui en Biélorussie. Il s'installe en Palestine mandataire en 1932 et rejoint l'Agence juive en 1941.
En 1948, il fut parmi les signataires de la Déclaration d'indépendance de l'État d'Israël.
Il est élu à la Knesset en 1952.